# Watzmann Jungfrau
Il monte Watzmann Jungfrau (2.270 m s.l.m.) è una montagna tedesca sita nel massiccio del monte Watzmann delle Alpi di Berchtesgaden nelle Alpi Settentrionali Salisburghesi è pure chiamato il Quarto Watzmannkind (Il Quarto Bambino di Watzmann) o la "Vergine-Fanciulla di Watzmann" ed è il più alto dei cinque Bambini di Watzmann. Esso divide il massiccio del Watzmann superiore nei bracci est e ovest come la prua di una nave.

## Geografia
Il monte Watzmann (2713 m), la terza vetta più alta della Germania, forma la catena montuosa centrale del Alpi di Berchtesgaden. La catena montuosa si trova a sud-est dell'Alta Baviera nella Germania, nel distretto Berchtesgadener. Il punto più alto del massiccio Watzmann è il picco medio alto 2.713 metri detto Großer (Grande) o semplicemente Watzmann.
Il monte Watzmann è dopo la vetta del Hochkönig nell'Austria, regione del Salisburgo, la vetta più alta delle Alpi di Berchtesgaden. Per molto tempo si è pensato che il monte Watzmann dopo il monte Zugspitze fosse stata la seconda vetta più alta della Germania. 

### La leggenda del re Watz
La catena montuosa è spesso raffigurata in foto e stampe, così che osservandolo da sinistra a destra il Watzmann Jungfrau, il Watzmannkinder e il Großer Watzmann, si allineano come una famiglia. La leggenda vuole che il territorio circostante la città di Berchtesgaden fosse sta precedentemente governato dal crudele re Watz, che, insieme alla moglie e ai figli, terrorizzava il paese. Quando il re calpestò una famiglia di contadini con il suo cavallo, la contadina lo maledì e giurò che Dio avrebbe trasformato lui stesso e la sua famiglia in pietra. Dopo di che la terra si aprì, sputò fuoco e il re e i suoi famigliari furono trasformati in pietra. In molte leggende si racconta anche che i laghi vicini di Königssee e di Obersee si fossero generati dalla pozza di sangue della famiglia reale.

### I "Bambini di Watzmann"

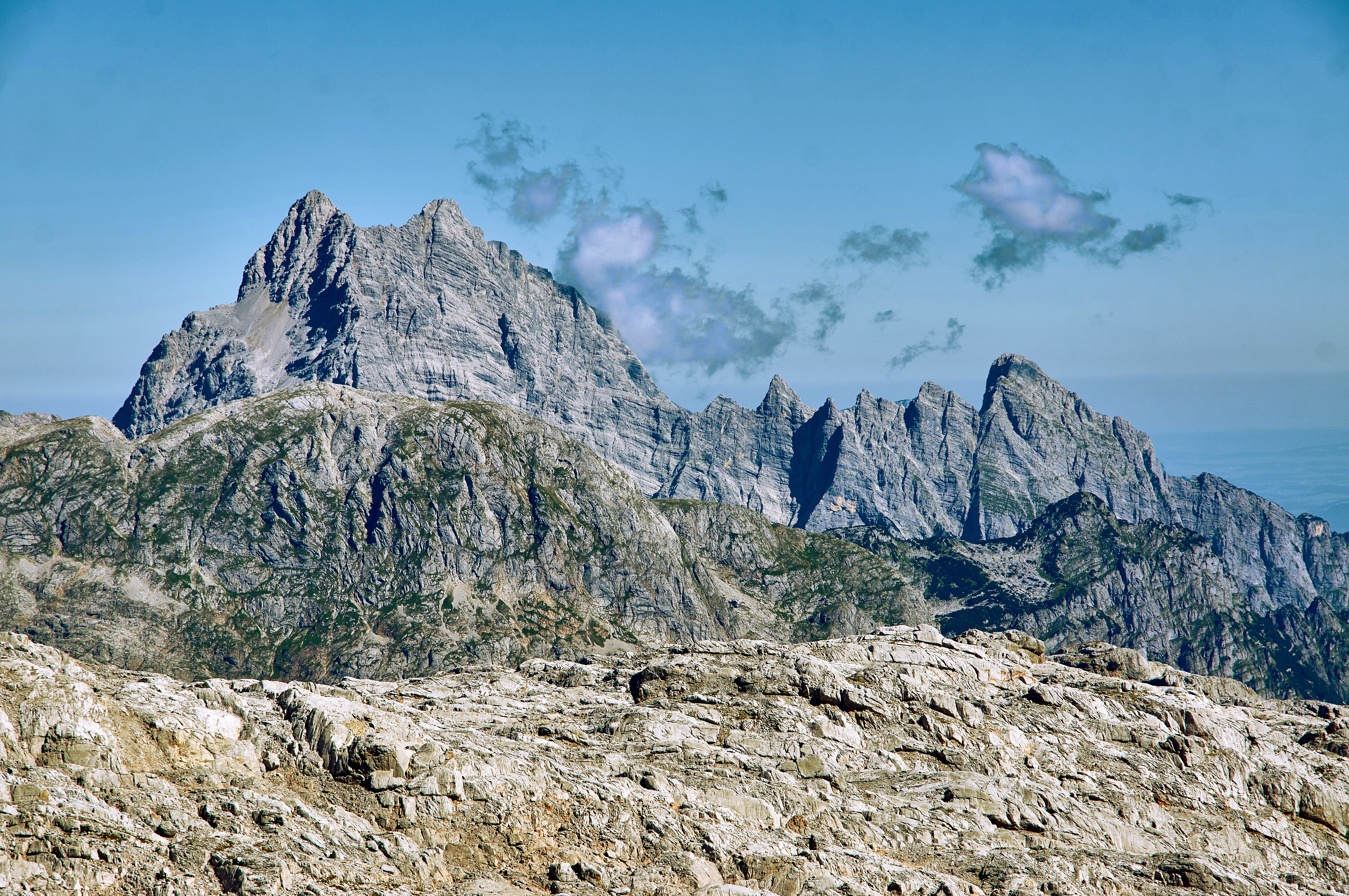
La famiglia del Re Watzmann con i cinque Bambini ripresi dal Breithorn

I "Bambini di Watzmann" completano il massiccio del Watzmann nella parte superiore. Secondo la leggenda sono sette; tuttavia, solo cinque sono picchi distinti a pieno titolo. Numerandoli da est a ovest: 1° Bambino 2.247 m, 2° Bambino 2.232 m, 3° Bambino 2.213 m, 4° Bambino (“Watzmann Jungfrau”) 2.270 m, 5° Bambino 2.225 m. Il responsabile del club alpino di Berchtesgadener parla di un sesto figlio di Watzmann ( 2.225 m ) e si riferisce al rilievo della parete est del Mittelspitze, dove si trova lo skipass Watzmann. L'altezza esatta dei singoli Bambini di Watzmann è spesso oggetto di dibattito. In particolare il 3° Bambino, che è di grande importanza come meta per lo scialpinismo, molto spesso nella letteratura viene indicato a 2.232 m, anche se probabilmente si tratta di un'errata indicazione dell'altezza. I dati errati sull'altitudine di 2.165 m o 2.167 m si trovano anche nelle descrizioni delle escursioni. Mentre la carta topografica ufficiale 1:25.000 del 1959 elencava ancora il 1°, 2°, 4° e 5° Bambino con informazioni sull'altezza, le carte delle edizioni dal 1967 al 2008 contenevano solo l'altezza del 1° e del 2° Bambino. Le attuali carte topografiche 1:10.000 e 1:25.000 dell'Ufficio statale per la digitalizzazione, la banda larga e il rilevamento mostrano ora tutti e cinque i "Bambini Watzmann" con segni di elevazione. 
I "Bambini di Watzmann" sono facilmente raggiungibili dal nord del Watzmannkar (in parte tramite sentieri o arrampicate) e vengono spesso visitati in inverno nell'ambito di uno skitour. A sud i Bambini di Watzmann irrompono nella valle Eisbach con pareti ripide di oltre 1.000 metri. Un'escursione poco praticata ma apprezzata dagli esperti del settore è lo scavalco di tutti i Bambini di Watzmann.
Il comprensorio sciistico del Watzmann non è il punto più basso tra il quinto Watzmannkind e il Watzmann-Mittelspitze, bensì una rientranza non molto evidente, alta 2.428 m, direttamente ai piedi della parete est della Mittelspitze. Il punto più basso tra i Bambini Watzmann e il Grande Watzmann e non ha un nome proprio. Il terzo Bambino o Piccolo Bambino,  Watzmannkind 2.165 m, fu scalato dalla cresta sud-ovest, probabilmente il 5 agosto 1919 da Hans Feichtner mentre la "Vergine di Watzmann", detta anche il 4° Bambino Watzmann, fu scalato per la prima volta nel 1891 da Ludwig Purtscheller uno dei più dotati alpinisti austriaci del tempo, è considerata la vetta più alta, più bella, quasi difficile, più interessante e più gratificante per uno scalatore dell'intera famiglia Watzmann.
I sentieri nel massiccio del Watzmann non sono segnalati e le doghe in pietra aiutano a orientarsi. La salita al Watzmann Jungfrau, poco frequentato, è piuttosto impegnativa e esposta, una salita non protetta su roccia in parte fragile e leggera. Il 27 agosto del 1908 gli alpinisti Hans Reinl e Karl Ludwig Domenigg fecero la loro prima salita della cresta ovest del 5° Bambino di Watzmann, così riportarono:  "Prima salita sulla cresta ovest e traversata verso est. 27 agosto 1908. Dopo aver lasciato Jlsank vicino a Berchtesgaden alle 3/4 del mattino, siamo saliti inizialmente sul sentiero che porta al Watzmannhaus, poi attraverso il bosco, incrociando il sentiero che dall'alloggio porta verso la Kührointalm , verso l'imponente circo glaciale che si estende dalle magnifiche forme del piccolo Watzmann, del Watzmannkinder e del Großer Watzmann e che nelle sue parti più alte contiene il Watzmannaletscher, che quest'estate era molto frastagliato. Attraverso campi di macerie e aree di blocchi sul ripido firn e nell'ampio varco tra il Watzmannkind più occidentale e la Watzmannmittelspitze. Ore 10. In 40 minuti si arriva in vetta con un'arrampicata stimolante, a volte non facile, in parte su e in parte a fianco della cresta. (Grande approfondimento sul Muro di Bartolomeo del Grande Watzmann).
Discesa su lastroni e letti di nevoso nella fessura tra il "Bambino" più occidentale e la "Fanciulla di Watzmann".

## Scalate

### Hans Reinl e Karl Ludwig Domenigg sulla parete ovest della WatzmannJungfrau nel 1910
Così Hans Reinl descrisse la scalata con Karl Ludwig Domenigg: "Prima salita sulla parete ovest e traversata verso nord-est. Dopo il tour di cui sopra ci siamo rivolti verso la parete ovest dall'aspetto estremamente intimidatorio e molto stranamente stratificata del Bambino più alto del Watzmann e siamo saliti verticalmente dal divario su roccia fragile e ripida per un buon tratto di corda, poi a sinistra attraverso un incrocio pianeggiante ai piedi di uno strapiombo, su questo molto difficile fino ad uno stretto cornicione, su questo più a sinistra e su un secondo strapiombo piano, che porta direttamente ai piedi della cintura muraria verticale superiore. Qui si piega decisamente a sinistra per leggeri strapiombi, infine su una fascia larga circa un metro che scende leggermente fino a poter risalire direttamente la parete che la sovrasta, la cui pendenza diminuisce nella parte alta. Ora sulla cresta e in 10 minuti siamo in cima. Durata dell'arrampicata 1 ora e mezza.
Nel complesso un'arrampicata molto interessante, difficile e molto esposta. Discesa lungo il consueto itinerario attraverso la caratteristica placca gigante nel circo glaciale. Watzmannhaus ore 18.45".

### La scalata di Hermann Göring del 1938
Così Erich Gritzbach della Sezione Mark Brandenburg, Oetzthaler Bergbote, nel numero 363, 40º anno, dell'ottobre del 1938: “Hermann Göring. Uomo e lavoro”. "Ama particolarmente gli sport di montagna, che, come lo sci, richiedono un uomo intero. Solo due anni fa, nel bel mezzo del lavoro e senza alcuna preparazione, ha scalato lo spigolo orientale del Watzmann-Jungfrau, incurante della grandine e dei temporali. I suoi compagni avrebbero voluto tornare indietro, ma hanno morso il granito. Era contento anche delle cattive condizioni atmosferiche, che hanno reso la gita in montagna un'impresa speciale. Anno dopo anno dalle verdi rive del Lago Obersee sale attraverso boschi d'alto fusto e campi di pini mughi, attraverso pascoli alpini e pendii ripidi fino al suo piccolo capanno da caccia nel Röth. Quando è quassù, in questa alta valle paradisiaca a 2000 metri di altitudine, dove guardano le corna del diavolo e i giganti Watzmann, in mezzo al selvaggio romanticismo roccioso alle prime luci dell'alba, osservando il sorgere del sole o inseguendo forti terreni di camoscio, Hermann Göring è nel suo elemento".